# Romeo i Julija
 Ovo je glavno značenje pojma Romeo i Julija. Za druga značenja pogledajte Romeo i Julija (razdvojba).
Romeo i Julija (eng. Romeo and Juliet) engleskog književnika Williama Shakespearea jedna je od najpoznatijih ljubavnih tragedija na svijetu.
Govori o nesretnoj ljubavi između Romea i Julije. Zato što potiču iz dvije zavađene obitelji koje su u suparništvu jako dugo vremena,Julijin otac je odluči udati za grofa Parisa. Fratar Laurence predloži Juliji da popije napitak zbog kojeg će davati znake smrti, ali će oživjeti nakon dva dana. Julija to i učini,ali pismo koje je poslao fratar Laurence u kojem je bilo objašnjenje, nije na vrijeme stiglo do Romea, koji vjest o smrti Julije čuje od svog sluge. Romeo na putu do Julije kupi otrov. Kada je stigao u kriptu u kojoj je ležala mrtva Julija, zatekne u njoj ožalošćenog Parisa. Paris pomisli da je Romeo vandal, te ga napadne. U borbi, Romeo ubije Parisa. Tužan, dolazi do Julije, poljubi je i popije otrov. Julija se budi te ugleda Romea mrtvog, i sva u suzama uzme njegov mač i ubije se.Nakon tog nesretnog događaja dvije suprotne strane su se pomirile a ljubav Romea i Julije je ostala vječna. Kuća i spomenik nalazi se u Veroni, Italija.
Sergej Prokofjev je inspiriran Shakespearovim djelom napisao balet Romea i Juliju.